# James Lenox
James Lenox (New York, 19 agosto 1800 – New York, 17 febbraio 1880) è stato un bibliografo statunitense.
Passò la vita a collezionare incunaboli e opere di William Shakespeare, ottenendo così un'immensa raccolta che espose (1870) al pubblico.